# Морозов, Сергей Борисович
Серге́й Бори́сович Моро́зов (род. 7 февраля 1989, Москва, СССР) — российский футболист, чемпион Европы среди юношей не старше 17 лет.

## Карьера
Футболом заниматься начал в школе ФК «Крылатское», где был замечен скаутами «Торпедо». С 2005 года начал выступать за резервную команду «Торпедо». С 2007 года начал выступать за основной состав «Торпедо». В 2009 году перешёл в пермский «Амкар», подписав с клубом контракт на три года. Кроме этого, играл за юношескую сборную Россию до 17 лет, и стал в 2006 году чемпионом Европы, сыграв на турнире во всех матчах. В 2009 году дебютировал за молодёжную сборную России в матче против сборной Молдавии.
Во второй половине сезона 2009 года играл за молодёжный состав «Амкара». После окончания сезона был выставлен на трансфер, однако в итоге остался в клубе. На следующий сезон получил капитанскую повязку молодёжного состава «Амкара», сыграл 26 матчей, но снова был выставлен на трансфер. Покупателей на игрока не нашлось, и 23 марта руководство клуба расторгло контракт с Морозовым. На Кубке Содружества 2010 года выступал за сборную российских клубов.
С 2011 года в течение 2,5 лет, а также с 2015 по 2018 годы выступал за «Нефтехимик» Нижнекамск (в общей сложности сыграл за клуб 129 матчей и забил 10 мячей). Перед сезоном 2013/14 перешёл в «СКА-Энергия» Хабаровск, но провёл за клуб только четыре игры. В 2014 году играл в составе курского «Авангарда».
С 2019 года — в пермской «Звезде». Летом 2020 года перешёл в «Волгу» Ульяновск, в ноябре того же года пополнил состав «КАМАЗа». После завершения сезона 2021/22 перешёл в узбекистанский «Турон». В конце 2022 года покинул «Турон».

## Достижения
- Чемпион Европы среди юношей: 2006
- Мастер спорта с 2006 года